# Клиентът
„Клиентът“ (на английски: The Client) е американски съдебен трилър от 1994 г. на режисьора Джоел Шумахер, базиран на едноименния роман от Джон Гришам. Във филма участват Сюзън Сарандън, Томи Лий Джоунс, Брад Ренфро, Мери-Луиз Паркър, Антъни Лапаля, Антъни Едуардс и Ози Дейвис. Заснет е във Мемфис, Тенеси. Премиерата на филма е в САЩ на 20 юли 1994 г. от „Уорнър Брос“.